# Episodi di Un caso per B.A.R.Z. (terza stagione)
La terza stagione della serie televisiva Un caso per B.A.R.Z. è stata trasmessa in anteprima in Germania da Das Erste tra il 15 dicembre 2007 e l'8 marzo 2008.
| nº | Titolo originale       | Titolo italiano | Prima TV Germania | Prima TV Italia |
| -- | ---------------------- | --------------- | ----------------- | --------------- |
| 1  | Grenzverkehr           |                 | 15 dicembre 2007  |                 |
| 2  | Schatzsuche            |                 | 22 dicembre 2007  |                 |
| 3  | Eichhörnchens Albtraum |                 | 29 dicembre 2007  |                 |
| 4  | Fairplay               |                 | 5 gennaio 2008    |                 |
| 5  | Verfolgt               |                 | 12 gennaio 2008   |                 |
| 6  | Ausgekocht             |                 | 19 gennaio 2008   |                 |
| 7  | Böse Falle             |                 | 26 gennaio 2008   |                 |
| 8  | Opa hebt ab            |                 | 2 febbraio 2008   |                 |
| 9  | Adel verpflichtet      |                 | 9 febbraio 2008   |                 |
| 10 | Kabale und Diebe       |                 | 16 febbraio 2008  |                 |
| 11 | Markendiebe            |                 | 23 febbraio 2008  |                 |
| 12 | Der Mundraub           |                 | 1º marzo 2008     |                 |
| 13 | Das perfekte Alibi     |                 | 8 marzo 2008      |                 |